# Lina Cheryazova
Lina Anatolyevna Cheryazova (ros. Лина Анатольевна Черязова, Lina Anatoljewna Czeriazowa; ur. 1 listopada 1968 w Taszkencie, zm. 23 marca 2019 w Nowosybirsku) – uzbecka narciarka, uprawiająca narciarstwo dowolne. Specjalizowała się w skokach akrobatycznych. Startowała w skokach akrobatycznych igrzyskach olimpijskich w Albertville, gdzie zajęła 5. miejsce, jednakże konkurencja ta była jedynie sportem pokazowym. Na igrzyskach olimpijskich w Lillehammer w 1994 roku zdobyła złoty medal z wynikiem 166,84 punktów. Jest to jak dotąd jedyny medal zdobyty przez Uzbekistan na zimowych igrzyskach olimpijskich. Ponadto zdobyła złoty medal na mistrzostwach świata w Altenmarkt. Najlepsze wyniki w Pucharze Świata osiągnęła w sezonach 1992/1993 i 1993/1994, kiedy to zajmowała 7. miejsce w klasyfikacji generalnej, a w klasyfikacji skoków akrobatycznych zdobywała małą kryształową kulę. W 1990 roku zdobyła brązowy medal na mistrzostwach Europy. Za osiągnięcia przyznano jej tytuł Honorowego Sportowca Republiki Uzbekistanu.
W 1998 r. zakończyła karierę.

## Osiągnięcia

### Igrzyska olimpijskie
| Miejsce | Dzień     | Rok  | Miejscowość | Konkurencja        | Zwycięzca   |
| ------- | --------- | ---- | ----------- | ------------------ | ----------- |
| 1.      | 13 lutego | 1994 | Lillehammer | Skoki akrobatyczne | -           |
| 13.     | 18 lutego | 1998 | Nagano      | Skoki akrobatyczne | Nikki Stone |

### Mistrzostwa świata
| Miejsce | Dzień     | Rok  | Miejscowość | Konkurencja        | Zwycięzca            |
| ------- | --------- | ---- | ----------- | ------------------ | -------------------- |
| 10.     | 16 lutego | 1991 | Lake Placid | Skoki akrobatyczne | Wasilisa Siemienczuk |
| 1.      | 14 marca  | 1993 | Altenmarkt  | Skoki akrobatyczne | -                    |

### Puchar Świata

#### Miejsca w klasyfikacji generalnej
- sezon 1989/1990: 39.
- sezon 1990/1991: 33.
- sezon 1991/1992: 27.
- sezon 1992/1993: 7.
- sezon 1993/1994: 7.
- sezon 1995/1996: 52.
- sezon 1997/1998: 92.

#### Miejsca na podium
1. Mont Gabriel – 3 lutego 1991 (skoki akrobatyczne) – 2. miejsce
2. Skole – 26 lutego 1991 (skoki akrobatyczne) – 2. miejsce
3. Pyhätunturi – 17 marca 1991 (skoki akrobatyczne) – 3. miejsce
4. Zermatt – 11 grudnia 1991 (skoki akrobatyczne) – 2. miejsce
5. Oberjoch – 2 lutego 1992 (skoki akrobatyczne) – 1. miejsce
6. Tignes – 11 grudnia 1992 (skoki akrobatyczne) – 3. miejsce
7. Piancavallo – 18 grudnia 1992 (skoki akrobatyczne) – 1. miejsce
8. Breckenridge – 17 stycznia 1993 (skoki akrobatyczne) – 1. miejsce
9. Lake Placid – 23 stycznia 1993 (skoki akrobatyczne) – 1. miejsce
10. Le Relais – 31 stycznia 1993 (skoki akrobatyczne) – 1. miejsce
11. La Plagne – 26 lutego 1993 (skoki akrobatyczne) – 1. miejsce
12. La Plagne – 27 lutego 1993 (skoki akrobatyczne) – 2. miejsce
13. Lillehammer – 28 marca 1993 (skoki akrobatyczne) – 1. miejsce
14. Piancavallo – 16 grudnia 1993 (skoki akrobatyczne) – 2. miejsce
15. Tignes – 12 grudnia 1993 (skoki akrobatyczne) – 1. miejsce
16. La Plagne – 22 grudnia 1993 (skoki akrobatyczne) – 2. miejsce
17. Breckenridge – 16 stycznia 1994 (skoki akrobatyczne) – 1. miejsce
18. Lake Placid – 22 stycznia 1994 (skoki akrobatyczne) – 1. miejsce
19. Le Relais – 30 stycznia 1994 (skoki akrobatyczne) – 1. miejsce
20. La Clusaz – 4 lutego 1994 (skoki akrobatyczne) – 1. miejsce
21. Hundfjället – 9 lutego 1994 (skoki akrobatyczne) – 1. miejsce
22. Altenmarkt – 5 marca 1994 (skoki akrobatyczne) – 3. miejsce
23. Hasliberg – 13 marca 1994 (skoki akrobatyczne) – 3. miejsce

- W sumie 13 zwycięstw, 6 drugich i 4 trzecie miejsca.